# 1108年
| 千纪： | 2千纪 |
| 世纪： | 11世纪 \| 12世纪 \| 13世纪                                                                                             |
| 年代： | 1070年代 \| 1080年代 \| 1090年代 \| 1100年代 \| 1110年代 \| 1120年代 \| 1130年代                                       |
| 年份： | 1103年 \| 1104年 \| 1105年 \| 1106年 \| 1107年 \| 1108年 \| 1109年 \| 1110年 \| 1111年 \| 1112年 \| 1113年             |
| 纪年： | 戊子年（鼠年）；辽统八年；北宋大观二年；西夏貞觀八年；大理文安五年；日新元年；越南龍符元化八年；日本嘉承三年，天仁元年 |

## 大事记
- 基輔大公弗拉基米爾·莫諾馬赫派他的兒子尤里·多爾戈魯基去統治基輔羅斯東北部的土地，後來被稱為羅斯托夫-蘇茲達爾公國。

## 逝世
- 7月29日︰腓力一世，法國卡佩王朝國王。（1052年出生，56岁）